# St.-Margarethen-Kirche (Aschersleben)
Koordinaten: 51° 45′ 24,8″ N, 11° 26′ 57,1″ O

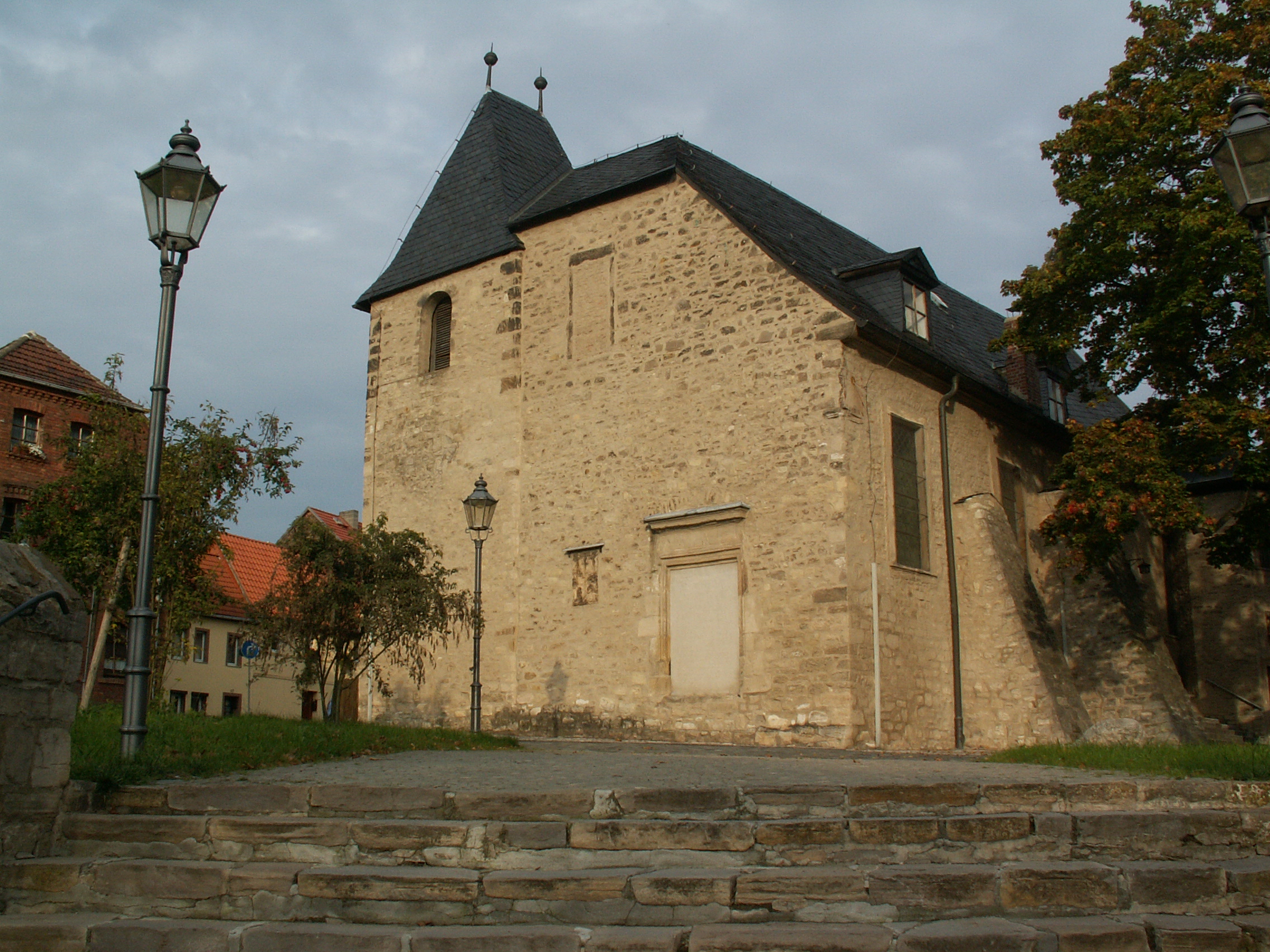
Margarethenkirche zu Aschersleben

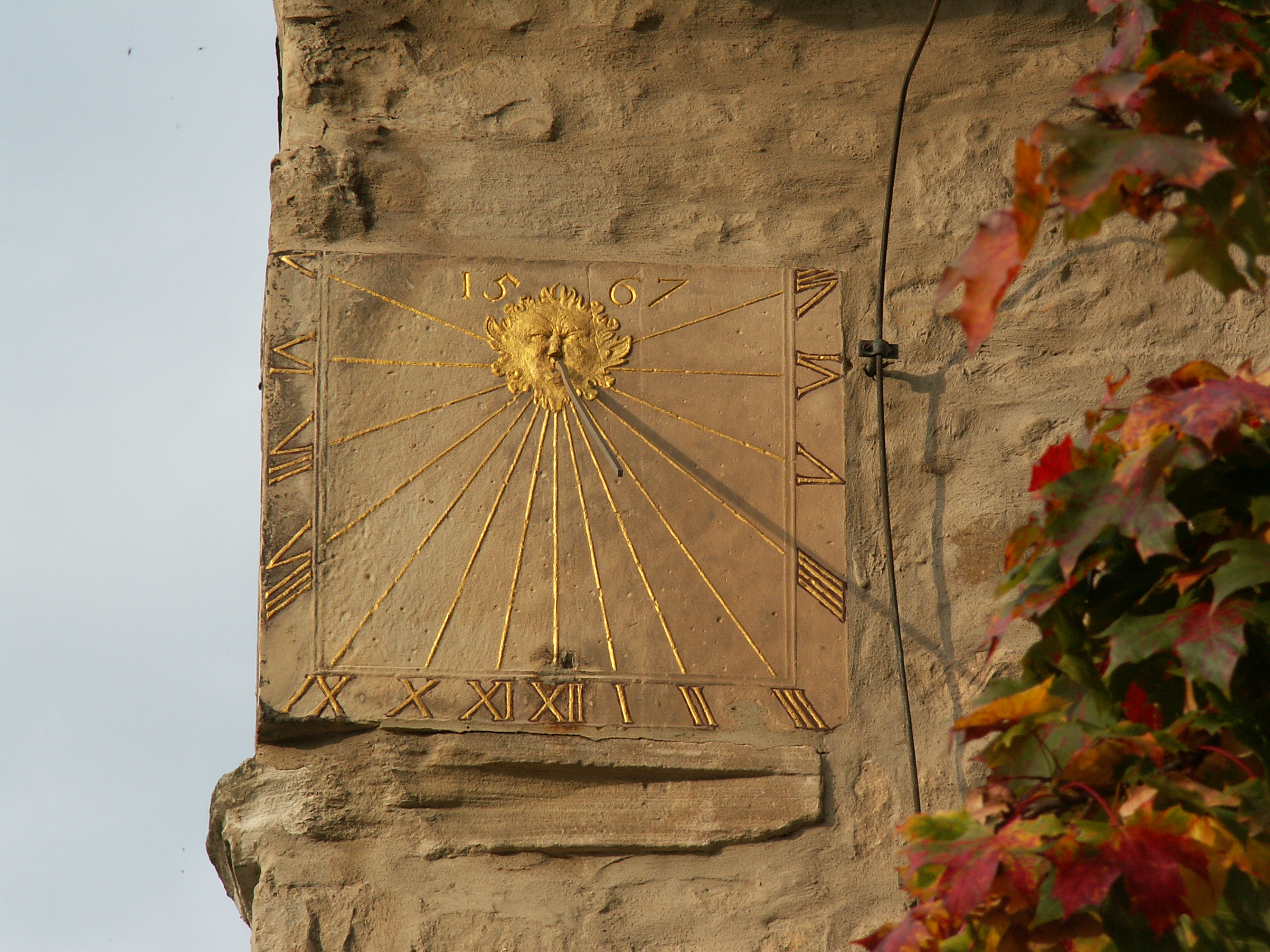
Sonnenuhr der Margarethenkirche zu Aschersleben

Die evangelische St.-Margarethen-Kirche in Aschersleben ist ein kleiner romanischer Kirchenbau.
Sie gehört wie die St.-Stephani-Kirche und die St.-Johannis-Kirche zum Kirchspiel Aschersleben.

## Lage und Beschreibung
Die Kirche befindet sich auf einem frühhistorisch bedeutsamen Hügel in der Aschersleber Neustadt. Sie wurde um 1100 erbaut und 1303 erstmals urkundlich erwähnt. Die Kirche ist ein einschiffiger, mit flachrunder Bretterdecke überwölbter Bau mit geradem Chorschluss und einem eingebauten Turm in der Nordwestecke. Der kleine Turm soll noch vom romanischen Vorgängerbau stammen.
Im Jahre 1410 wurde sie bei einem Brand eingeäschert und blieb wüst bis zum Wiederaufbau im Jahre 1586 liegen. Die Kirche hat im Dreißigjährigen Krieg sehr gelitten. 1636 wurde sie geplündert und um 1640 verbrannten Kaiserliche Truppen das Küsterhaus. 1642 wurde ein kaiserlicher Oberstleutnant und 1644 ein Graf Königsmark in der Kirche begraben. 1715 musste die Kirche umgebaut werden und war 1717 vollendet. In diesem Zustand ist sie bis heute erhalten.

## Ausstattung
Der Altar und die Kanzel bilden eine Einheit, dabei befindet sich die Kanzel über dem Altar. 
Der Taufstein stammt aus dem Jahre 1587 und ist wahrscheinlich nie verrückt worden. 
Des Weiteren befinden sich in der Kirche noch ein großes Kruzifix und einige Gemälde. 
Als Geläut besitzt die Margarethenkirche 3 Glocken.

## Besonderheit
An ihrer Südseite befindet sich eine Sonnenuhr, datiert aus dem Jahre 1567.